# Eland
Eland — портативный бронеавтомобиль, созданный на базе Panhard AML.

## Описание
Бронеавтомобиль Eland разработан и выпущен для рекогносцировки. На него устанавливались:
- 60-миллиметровый казнозарядный миномёт;
- 90-миллиметровый миномёт Denel[8]

Несмотря на лёгкую броню, постоянный полный привод делает транспортное средство быстрее по равнинной местности, чем многие танки.
Eland был разработан для Южно-Африканских сил обороны (SADF) в рамках первой крупной программы вооружений Южной Африки со времён Второй мировой войны. Первые прототипы были выпущены в 1963 году.
К 1991 году было выпущено 1600 экземпляров для ЮАР и на экспорт. Известные зарубежные операторы: Марокко и Зимбабве (ранее — Родезия).
В результате местных капитальных ремонтов с учётом уроков, извлечённых из внутренних операций, была создана бронемашина, способная противостоять суровым условиям ЮАР и отличающаяся высокой мобильностью, необходимой для оперативного стиля SADF.

## Операторы
- Бенин
- Буркина-Фасо
- Чад
- Габон
- Зимбабве
- Сенегал
- Уганда